# پاناسونیک لومیکس دی‌ام‌سی-جی‌اچ۲
پاناسونیک لومیکس دی‌ام‌سی-جی‌اچ۲ (به انگلیسی: Panasonic Lumix DMC-GH2) یک دوربین عکاسی ساخت شرکت پاناسونیک است.